# Huisvrouwen bestaan niet 2
Huisvrouwen bestaan niet 2 is een Nederlandse speelfilm uit 2019 met in de hoofdrollen Jelka van Houten, Eva van de Wijdeven en Loes Luca. De film is het vervolg op de komedie Huisvrouwen bestaan niet, die twee jaar eerder uitkwam.

## Inhoud
Net als het eerste deel draait dit vervolg om de twee zussen Marjolein en Gijsje en hun moeder Loes. Zij worden gevolgd bij hun worstelingen in het leven, zoals relaties, gezin en werk.

## Rolverdeling
- Jelka van Houten – Marjolein
- Eva van de Wijdeven – Gijsje
- Loes Luca – Loes
- Leo Alkemade – Huib
- Kay Greidanus – Jasper
- Leopold Witte – Bernd
- Senn & Jesse de Jong – Seb
- Skip Wijsmuller – Cas
- Kika van de Vijver – Bente
- Thom & Niels de Meijer – Kick
- Fred van Leer – Bram
- Patrick Martens – Tom
- Jim Bakkum – Dominique
- Robert de Hoog – Boy
- Leny Breederveld – Claire
- Richard Kemper – Hugo
- Sabri Saad El Hamus – Dick
- Tina de Bruin – Lydia
- Henry van Loon – Yogaleraar